# 北龍町
北龍町（日语：／ Hokuryū chō */?）為一個位於日本北海道空知綜合振興局北部的城鎮，地處雨龍川西岸，東部為平原，西側為山區。當地以種植向日葵為主，向日葵的種植面積號稱全日本第一。原本當地為雨龍村（現在的雨龍町）的北部區域，因此在從雨龍村分村時命名為「北龍」。

## 歷史
- 1899年5月27日：從雨龍村（現在的雨龍町）分村[3]，命名為北龍村。
- 1914年4月1日：上北龍村（現在的沼田町）從北龍村分村。
- 1915年4月1日：成為北海道二級村。
- 1961年9月1日：改制為北龍町。

## 交通

### 機場
- 旭川機場（位於東神樂町）

### 鐵路
過去曾經有國鐵札沼線通過轄區，但已於1972年6月19日停駛。過去設置的車站包括和車站、中之岱車站、碧水車站。

### 道路
| 高速國道 - 深川留萌自動車道：北龍向日葵交流道 一般國道 - 國道233號 - 國道275號 | 主要地方道 - 北海道道94號增毛稲田線 道道 - 北海道道428號奧美葉牛沼田線 - 北海道道565號和停車場線 - 北海道道1068號留萌北龍線 |

### 巴士
- 北海道中央巴士
  - 沼田線：瀧川站 - 雨龍市區 - 北龍役場前 - 碧水市街 - 石狩沼田車站
  - 高速留萌號（經瀧川）：札幌車站前 - 瀧川站 - 北龍役場前 - 碧水 - 留萌站
  - 高速留萌號（經深川）：札幌車站前 - 深川市立醫院前 - 碧水 - 留萌站
- 空知中央巴士
  - 和線：深川市立醫院前 - 妹背牛 - 北龍溫泉
- 道北巴士
  - 留萌旭川線：留萌十字街 - 碧水 - 深川十字街 - 旭川車站前

## 觀光

### 景點
- 暑寒別天賣燒尻國定公園
- 北龍溫泉
- 向日葵之里

### 慶典活動
- 向日葵祭
- 碧水祭
- 向日葵啤酒Party

## 教育
| - 北龍町立北龍中學校 | - 北龍町立真龍小學校 |

## 外部連結
- （日語）北龍町商工會